# Tretti.se
Tretti.se är en dansk vitvaruhandel på Internet och som grundades i Sverige 2004 av Jan Friedman & Paul Fischbein samt Victor Press. Bolaget börsnoterades 2005 på NGM-börsen och är sedan 2008 noterat på First North. Bolaget omsatte 240 miljoner kronor 2008.
Tretti.se utsågs 2009 till "Årets e-handlare" i kategorin "vitvaror" för fjärde året i rad av Pricerunner och till "Årets e-handel" 2009 av Svensk Handel vid Retail Awards.
År 2009 etablerade man en webbsida för danska kunder och året därefter en butik. . I november 2010 startade man en norsk webbsida.  I juni 2011 lanserades en webbplats i Finland.
I juni 2011 förvärvade Qliro Group 96,8% av aktierna och bolaget köptes ut från börsen. 
i juni 2016 förvärvade Whiteaway Group A/S Tretti.se från Qliro Group.
I augusti 2017 tillkännagav Whitaway Group A/S att det svenska lagret stängs ned samt att verksamheten konsolideras och flyttas till Danmark. 